# Шат
Шат, также шад или чад (др. тюрк. ‏𐱁𐰑‎) — титул «принца крови», но не наследника престола в Кыргызском и Тюркских каганатах. В Хазарском каганате IX века — титул царя-заместителя.
В Тюркском каганате шадами именовались принцы, члены царствующей семьи. Такой шад, юный племянник западно-тюркютского кагана, командовал тюркюто-хазарским войском во время войны с Ираном в 626—630 годах. В 627 году «царь севера» отправил против Ирана войско под начальством своего племянника — шада.
В последующий период сведений об этом титуле у хазар нет вплоть до IX века, когда, согласно рассказам арабских географов, шадом именовался второй правитель Хазарии, который не принадлежал к каганскому роду и осуществлял реальную власть.
В Кыргызском каганате титул «шад» использовался в виде фонетической разновидности «чад». Титул стоял на 4-й или 5-й ступени в иерархии чинов и присваился только членам правящей династии. В памятниках древнекыргызской письменности встречается всего в одной эпитафии, посвященной крупному феодалу шад Сангуру.